# Фальков, Валерий Николаевич
Вале́рий Никола́евич Фалько́в (род. 18 октября 1978, Тюмень, Тюменская область, РСФСР, СССР) — российский государственный и политический деятель. Учёный-юрист. Ректор Тюменского государственного университета (2013—2020). Министр науки и высшего образования Российской Федерации с 21 января 2020 года (и. о. 7—14 мая 2024).
Из-за вторжения России на Украину, находится под международными санкциями всех стран Евросоюза и ряда других государств.

## Биография

### Образование
Окончил Новоселезнёвскую среднюю школу села Новоселезнево Казанского района Тюменской области.
В 1995 году поступил на юридический факультет ТюмГУ, в 2000 году окончил Институт государства и права по специальности «юриспруденция», после чего поступил в аспирантуру и в мае 2003 года окончил её досрочно с защитой кандидатской диссертации «Совершенствование правового регулирования предвыборной агитации в Российской Федерации» (научный руководитель Г. Н. Чеботарёв; официальные оппоненты В. В. Невинский и В. А. Серков).

### Научно-административная работа
С 2003 по 2007 год — заместитель заведующего кафедрой конституционного и муниципального права ТюмГУ, в 2007 году присвоено учёное звание доцента по кафедре.
С марта по ноябрь 2007 года — заместитель директора по учебной работе Института государства и права ТюмГУ.
С 2007 по 2011 год — проректор по дополнительному образованию и филиалам ТюмГУ, с 2011 по март 2012 года — директор Института права, экономики и управления ТюмГУ.
С 2009 по 2011 год избирался председателем Совета молодых учёных и специалистов Тюменской области.
С октября 2012 по апрель 2013 года — исполняющий обязанности ректора Тюменского государственного университета (Приказ от 29 окт. 2012 г. № 12-94/44; приказ от 29 окт. 2012 г. № 12-94/45). 21 марта 2013 года избран ректором ТюмГУ на конференции трудового коллектива. (Приказ от 15 апреля 2013 г. № 12-07-03/59; приказ от 15 апреля 2013 г. № 12-07-03/60). С 17 апреля 2018 года был назначен ректором ТюмГУ по решению Аттестационной комиссии Минобрнауки России и занимал данный пост по 2020 год.
30 апреля 2015 года избран председателем Совета ректоров вузов Тюменской области. Член президиума учебно-методического объединения по юридическому образованию вузов Российской Федерации.
Курировал образовательную программу «Перспективы Тюменского региона: новые индустрии и кадровый потенциал», запущенную Московской школой управления «Сколково» по заказу губернатора Тюменской области в сотрудничестве с Тюменским государственным университетом.
21 января 2020 года назначен министром науки и высшего образования Российской Федерации.
14 мая 2024 года указом президента России Владимира Путина назначен Министром науки и высшего образования Российской Федерации во втором Правительстве Михаила Мишустина.

### Общественная деятельность
В целях формирования в Тюменском регионе системы поиска и содействия развитию талантливых детей был инициатором и организатором межрегиональной многопрофильной олимпиады для школьников «Менделеев», 2011 г.
С марта 2012 года является заместителем председателя регионального отделения общероссийской общественной организации «Ассоциация юристов России», председатель тюменского городского отделения Ассоциации.
С 2006 по 2013 год — член избирательной комиссии Тюменской области с правом решающего голоса.
С 2013 по 2016 год — депутат Тюменской городской Думы VI созыва, член регионального политического совета партии «Единая Россия», председатель постоянной комиссии по градостроительству и земельным отношениям Тюменской городской Думы. С 18 сентября 2016 по 21 января 2020 года — депутат Тюменской областной думы по одномандатному избирательному округу № 17.
В 2020 году входил в рабочую группу по подготовке предложений о внесении поправок в Конституцию РФ.
Председатель редакционного совета альманаха «Тобольск и вся Сибирь».
Инициатор проекта по правовому просвещению граждан в Тюменской области «Открытая школа права».
С 2014 года входит в резерв управленческих кадров под патронатом Президента РФ.
С июня 2015 года вошёл в экспертный совет по мониторингу и прогнозированию кадровых потребностей Тюменской области.
С 25 декабря 2018 года вошёл в состав Совета по науке и образованию при Президенте Российской Федерации.

## Высказывания
«Мы стоим на переломе — такое бывает раз в несколько столетий, — когда сама образовательная модель кардинально меняется. Мы на пороге нового технологического уклада, и образование не может быть таким, каким оно было в XIX веке или даже в XX».
В июле 2024 года на совместном заседании комитетов Госдумы по науке и высшему образованию и по контролю Фальков предложил предоставлять общежития только малоимущим или находящимся в сложной жизненной ситуации студентам.

## Санкции
16 декабря 2022 года, на фоне вторжения России на Украину, внесён в санкционный список стран Евросоюза за поддержку и реализации политики, подрывающую территориальную целостность, суверенитет и независимость Украины. Евросоюз отмечает, что под руководством Фалькова осуществлялось финансирование образования на территории четырёх аннексированных регионов Украины.
24 февраля 2023 года Госдепом США Фальков включён в санкционный список лиц причастных к «осуществлению российских операций и агрессии в отношении Украины, а также к незаконному управлению оккупированными украинскими территориями в интересах РФ». 20 июля 2023 года внесён в санкционный список Канады против «лиц использующих свое искусство для пропаганды вторжения России в Украину, лиц работающих в сфере культуры и образования России».
Также, по аналогичным основаниям, внесён в санкционные списки Украины, Австралии, Новой Зеландии и Швейцарии.

## Награды и звания
- Почётная грамота Министерства образования Российской Федерации (2003) и Губернатора Тюменской области (2008).
- Благодарность Губернатора Тюменской области (2008).
- Почётный нагрудный знак Тюменской областной думы (2009).
- Лауреат высшей юридической премии в Тюменской области «Юрист года — 2014»[17].
- Благодарность Полномочного представителя Президента РФ в Уральском федеральном округе (2015).
- Благодарность Департамента образования и науки Тюменской области (2015).
- Благодарность Председателя Совета Федерации Федерального собрания Российской Федерации (2017).
- Высшая юридическая премия России «Юрист года» (2023)[18].
- Почётная грамота Президента Российской Федерации (2 мая 2024 года) — за успешную организацию и проведение III Международной олимпиады по финансовой безопасности[19].